# 山羊座的友人
《山羊座的友人》（日语：山羊座の友人）是日本作家乙一的短篇小說作品，於2011年9月刊載在講談社出版的雜誌《浮文誌》，後收錄在短篇集《殺死瑪麗蘇》當中。改編漫畫由三代川將作畫，於集英社漫畫網站少年Jump+上連載。

## 劇情大綱
高中生松田裕也家裡的陽台相當特別，因為處於風的通道，所以不管天氣如何，每天都會有風吹來許多落葉，當中偶爾會夾雜著一些不可思議的物品。暑假時，松田在陽台撿到一張日期為10月2日的報紙的殘片，上頭報導了一起殺人案件。
在學校，知道陽台的事的只有女同學本庄，她對陽台飄來的東西很感興趣，經常和松田聊天。松田的年級有個惡霸金城，有傳聞稱他曾加害於女性，入學後即選上一名男同學若槻直人當作霸凌對象。其他學生都害怕金城，因此默不吭聲以求自保，松田和若槻也毫無交集。9月25日天氣晴朗，松田騙本庄今天會下雨，深夜出門買漫畫時在街上遇見若槻，若槻手上拿著沾血球棒，冷靜地稱自己殺害了金城，隨後準備離去。松田經過一番掙扎後，出於平常漠視霸凌行為的罪惡感選擇幫忙藏匿若槻，暫時讓他躲在自己的房間。因為若槻沒有來學校，大家開始懷疑起兇手就是若槻。9月26日，松田上學時學校因為金城的命案而沸沸揚揚，本庄改戴隱形眼鏡，讓松田差點認不出來。松田也發現，那份報紙報導的案件就是金城的命案，而兇手承認犯案後於10月1日自殺，因此下定決心要避免若槻自殺的將來發生。
9月27日，因為擔心繼續留在家中會曝光，松田和若槻選擇逃亡。9月28日，兩人一路到了東京，沿途談了許多事情，若槻注意到本庄在電視上接受採訪，並發現那張10月2日報紙的另一面的新聞——9月30日有山羊跑到電車上，稱因為自己是山羊座所以頗感興趣，想要親眼見證之後就去自首。若槻也提到更多案發當時的細節，像是當天金城將他找到案發地點矢鴨橋的簡訊。松田發現事有蹊蹺，於是打電話向姊姊詢問案發現場的跡象，發現兇手為了避開手機上的血跡而改輸入少有人用的正式橋名「琴葉橋」，且案發當天明明天氣晴朗，現場卻目擊到撐著傘的女孩子。9月30日，就在要去看山羊前，松田質問若槻他是否真是兇手，若槻最後也承認，他早就計劃好殺人行動，卻有人先他一步動手，但他是心甘情願成為代罪羔羊。果如松田所料，若槻坦承真兇就是本庄，另外還有疑似和她交往的男學生佐佐木。若槻隨後在目睹山羊後與松田不告而別，最後落網。
10月1日，松田回到學校，隨即找上本庄談話。本庄雖然予以否認，但松田稱，如果真兇是若槻，應該不會傳簡訊給自己，是有人先殺死金城後再傳簡訊要若槻到場。另外案發當天現場目擊到的撐傘女子，正是因為當天松田透過那張報紙知道會發生學生命案，所以騙她當天會下大雨希望她不要外出，結果她就這麼撐著傘出門。本庄無法辯駁，最後承認她和佐佐木殺人後，若槻來到現場自願扛下罪名的經過。松田沒有將本庄和佐佐木的事告訴警方，因為這樣就違背了若槻自願頂罪的心情。10月2日，松田買了報紙，得知10月1日傍晚本庄自首殺害金城後在派出所自殺，那張報紙上寫的兇手本來就不是若槻。
事後松田和若槻仍有連繫，12月時兩人得知本庄和佐佐木的犯案動機，在於他們都有女性親戚遭到過金城的毒手（傳聞是真的），所以才會一起就讀同所學校企圖復仇。松田對於本庄的死感到自責，認為如果10月1日時比照對若槻的作法，帶著她逃跑說不定還有挽救餘地。若槻告訴松田，本庄的高中生活只為了復仇，正因此她才喜歡和松田說話，只要談起陽台那彷彿超越現實的風，就能忘卻痛苦。

## 登場人物

### 主要角色
松田裕也
本作的主人公與敘事者，高1生。和雙親一起住，家中的陽台常年吹著怪風，除了樹葉外也會吹來一些奇怪的物品。
在學校為求自保而漠視金城對若槻的霸凌行為，後來在街上遇見行兇完的若槻時選擇伸出援手。
若槻直人
本作的主人公，和松田同年級的男生。15歲，12月30日生，星座是山羊座。身材嬌小，外表有女性的特質。學期開始就被金城盯上，遭到羞辱和霸凌。
本庄希
本作的女主角，松田的同班同學兼班長。成績優秀，正義感強烈，曾向校方舉報若槻被霸凌的事情。對松田家陽台的事很感興趣。

### 其他角色
金城亮
和松田同年級的男生，染金髮，霸凌若槻的人。
高木洋介
高2生，和金城混在一起的不良少年。
佐佐木一樹
和松田同學年的男學生，足球社成員。
松田梢
松田的姊姊，嫁給警官後就搬出去住，也曾有過陽台吹來怪東西的經驗。

## 用語
矢鴨橋
松田所居城市的一座橋，正式名稱「琴葉橋」幾乎沒人使用。案發現場就在橋附近。

## 創作與發表
作家乙一以「公寓陽台因為處於風的通道，而吹來各式奇怪物品」為題材創作了一系列小說，《山羊座的友人》即是其中一篇。本篇首先於2011年9月刊載在講談社出版的雜誌《浮文誌》，後收錄在2015年6月由朝日新聞出版出版的短篇集《殺死瑪麗蘇》（メアリー・スーを殺して）當中。:28

## 改編漫畫
改編漫畫《山羊座的朋友》由三代川將作畫，於2014年10月18日起在集英社旗下漫畫網路平台少年Jump+上連載，每月更新一回，2015年4月25日完結，全7話。
| 集數 | 集英社       | 集英社                 | 青文出版社    | 青文出版社        |
| 集數 | 發售日期     | ISBN                   | 發售日期      | ISBN              |
| ---- | ------------ | ---------------------- | ------------- | ----------------- |
| 全   | 2015年6月4日 | ISBN 978-4-08-880399-9 | 2017年3月25日 | EAN 4718016021518 |

### 評價
日本女藝人内村莉彩於2015年稱本作是她最喜歡的漫畫。

## 備註
1. ↑  漫畫版翻譯作「本庄望」
2. ↑  漫畫版翻譯作「金城輝」
3. ↑  漫畫版翻譯作「箭鴨橋」

## 外部連結
- 漫畫連載網站 （页面存档备份，存于） - 少年Jump+（日語）